# 5379 Abehiroshi
5379 Abehiroshi (1991 HG) là một tiểu hành tinh vành đai chính được phát hiện ngày 16 tháng 4 năm 1991 bởi S. Otomo và O. Muramatsu ở Kiyosato.